# Plaza Francisco Miranda (Barquisimeto)
La plaza Francisco Miranda fue fundada en 1951 y sirve como guía de referencia para ubicar distintos centros de interés público como la Unidad Educativa “Pablo Manzano Veloz”, Unidad Educativa “Julio Teodoro Arce”, El Colegio de Periodistas, El Club de Ingenieros , El Club Gallego y lugares aledaños como la Universidad Nacional Experimental Politécnica "Antonio José de Sucre" (UNEXPO) y el Estadio Antonio Herrera Gutiérrez de Barquisimeto

## Historia
Una de las plazas más visibles de la ciudad de Barquisimeto por estar ubicada en una de las zonas más transitadas y con mayor accesibilidad a las avenidas y calles del Sector Barrio Nuevo, siendo el centro de la intercepción entre la calle 60 y la Av. Francisco de Miranda o la Av. 15 al oeste de la ciudad de Barquisimeto y con una redoma que permite el retorno del tránsito vehicular.
Nace el 29 de mayo de 1951, cuando el ejecutivo del Estado Lara decreta la construcción de la Avenida Francisco de Miranda, señalando como lo estipulaba el decreto en su artículo 3, que fuera colocada en ella un busto del precursor de la independencia, personaje histórico que nace en Caracas el 28 de marzo de 1750, quien fue un Militar Venezolano, preparado en matemática e idiomas y participó en pro de la Independencia, también se le recuerda haber traído la bandera venezolana, muere en San Fernando de Cádiz. España, a los 66 años de edad, el 14 de julio de 1816.
Ya establecido en el decreto emitido por el ejecutivo del Estado Lara, se construyó una redoma para establecer la plaza, colocándosela en el centro una estatua pedestre del generalísimo Francisco de Miranda. Según R. D. Silva Uscategui, la estatua fue inaugurada el 12 de septiembre de 1952, como parte de los actos conmemorativos del cuatricentenario de Barquisimeto.
Desde entonces, la plaza ha tenido cambios y remodelaciones como la colocación de un sistema de iluminaciones particular en el año 2007. Así como las actividades culturales, sirviendo como centro social de esparcimiento con retretas y actos conmemorativos, siendo en la actualidad el punto de encuentro de jóvenes en patinetas.

## Características
Dentro de las principales características dentro de la estructura de la plaza es que encuentra ubicada en una redoma con cuatro vía de acceso, además posee bancos en su alrededor, áreas verdes que rodean el espacio y una estatua pedestre de Francisco de Miranda. Actualmente se encuentra en remodelación.